# Quai du Lot
Der Quai du Lot ist ein Fuß- und Fahrradweg entlang des Canal Saint-Denis im 19. Arrondissement von Paris.

## Lage
Der Kai beginnt am Boulevard Macdonald und führt am Canal Saint-Denis entlang bis zur Stadtgrenze zum Département Seine-Saint-Denis bei Aubervilliers.

## Namensursprung
Der Kai ist nach dem Nebenfluss der Garonne, dem Lot, benannt, einem französischen Fluss, der auch im Namen zweier Départements vorkommt: Département Lot und Département Lot-et-Garonne.

## Geschichte
Der Teil zwischen der Grenze der alten Festungsanlage (heute Boulevard Macdonald) und der Grenze zum Gebiet von Aubervilliers gehörte früher zum Gebiet dieser Gemeinde und wurde per Dekret vom 27. Juli 1930 an Paris angeschlossen. Seinen heutigen Namen erhielt der Kai am 27. Juli 1936.